# Jan Masaryk, histoire d'une trahison
Pour plus de détails, voir Fiche technique et Distribution.
Jan Masaryk, histoire d'une trahison (titre international anglais : A Prominent Patient, titre original tchèque : Masaryk) est un film slovaco-tchèque de 2016 réalisé par Julius Ševčík. 
Le film se déroule dans les années 1937 à 1939. Il montre la vie de Jan Masaryk lorsqu'il était ambassadeur de la Tchécoslovaquie au Royaume-Uni. 
Il a été projeté dans la section spéciale de la Berlinale au 67e Festival international du film de Berlin. Il a remporté douze Lions tchèques, dont le Lion tchèque du meilleur film. Le film a d'abord été projeté au cinéma Lucerna de Prague. 

## Synopsis
Le film commence avec la mort du premier président tchécoslovaque et du père de Jan Masaryk, Tomáš Garrigue Masaryk. Jan devient ambassadeur au Royaume-Uni. La Tchécoslovaquie fait face à l'agression de l'Allemagne nazie, qui soutient les Allemands des Sudètes. Masaryk tente de persuader le Royaume-Uni d'aider sa patrie, mais à cause des accords de Munich, la Tchécoslovaquie abandonne ses frontières à l'Allemagne. Jan Masaryk est dévasté et s'enfuit aux États-Unis. Il se retrouve dans un sanatorium en raison de ses problèmes psychologiques. Il est soigné par le docteur Stein. Leur relation est problématique car Stein est Allemand. Masaryk est également aidé par une journaliste américaine, Marcia Davenport. 

## Fiche technique
- Titre original : Masaryk
- Titre français : Jan Masaryk, histoire d'une trahison
- Réalisation : Julius Ševčík
- Scénario : Petr Kolecko, Alex Königsmark, Julius Ševčík
- Photographie : Martin Štrba
- Montage : Marek Opatrný
- Musique : Kryštof Marek, Michał Lorenc
- Pays d'origine : Tchéquie, Slovaquie
- Langue originale : tchèque, slovaque
- Format : couleur
- Genre : Drame, biopic et historique
- Durée : 114 minutes
- Dates de sortie :
  - Tchéquie : 22 décembre 2016 (Prague)

## Distribution
- Karel Roden : Jan Masaryk
- Hanns Zischler : Dr. Stein
- Oldřich Kaiser (en) : Edvard Beneš
- Arly Jover (VF : Anne Massoteau) : Marcia Davenport (en)
- Jirí Vyorálek (cs) : Konrad Henlein
- Emília Vášáryová : Blazenka
- Eva Herzigová (VF : Noémie Bianco) : Madla
- Martin Hofmann : President's Secretary
- Zuzana Krónerová (VF : Frédérique Cantrel) : Alice Masaryková
- Jirí Ornest : Tomáš G. Masaryk
- Ján Gresso : Milan Hodža
- Dermot Crowley : Lord Halifax
- Paul Nicholas (en) : Neville Chamberlain
- Milton Welsh (VF : Florian Wormser) : Georges Bonnet
- Joan Blackham (en) (VF : Frédérique Cantrel) : Mrs. Fitzgerald
- Katya Boirand : Barmanka
- Boodav : Bodyguard (comme Stewart Moore)
- Gina Bramhill (en) : Lady Annie Higgins
- Lenka Burianová :
- Tomás Chmel : Ochranka predsedy vlady
- Tobias Cizek : Kluk
- Kevin Michael Clarke : Member of Parliament (comme Kevin Clarke)
- Marek Dobes : Rabiát
- James Flynn : Sir Henry Higgins
- Hoji Fortuna (VF : John Kokou) : Dr. Sheldon
- Vladimír Hajdu : Oskar
- René Hlavsa :
- Ján Jackuliak : Prime Minister Hodža's Secretary
- Robert Jasków : Emanuel Moravec
- Ignat Kinol : Young soldier (comme Ignat Kignöl)
- Susan Lawson-Reynolds : Nurse Blake
- Kateřina Lojdová : Hana Benešová
- Stepán Markovic : le saxophoniste
- Robert Nebřenský (cs) : Jan Bohumír Syrový
- Jack John Noonan : Recepcni
- Travis O'Neill : Irish Man
- Rostislav Osicka : Rozhodci v boxu
- Anna Pacesová : Cabaret dancer
- Pierre Peyrichout : général Maurice Gustave Gamelin
- Michael Pitthan : Anti-war Protester
- John Poston : Sgt. Moore
- Tim Preece (VF : Mario Pecqueur) : Sir Robert Vansittart
- Abigail Rice : Chamberlain's Secretary
- Zdenek Sedlácek : Jirí Necas

Version française
Studio de doublage : Cinephase
Direction artistique : Guillaume Orsat
Adaptation :
Source et légende : Fiche de doublage (VF) sur RS Doublage

## Production
Le tournage s'est fait de deux parties. À l'automne 2015, le tournage commence en Slovaquie, puis l'équipe déménage en République tchèque en janvier 2016. Certaines scènes ont également été tournées aux Pays-Bas. Le tournage a duré un total de quarante jours. Les scènes se déroulant à Londres ont été tournées à Prague. Ainsi, les prises du parlement britannique ont été modelées en Tchéquie en post-production par le travail de compositeurs de MagicLab, le pont Svatopluk Čech a été transformé en pont de Westminster et l'Hôtel InterContinental (en) a été remplacé par le palais de Westminster et Big Ben.

## Récompenses et distinctions
| Prix                     | Catégorie                             | Destinataire (s)                              | Résultat   | Ref(s) |
| ------------------------ | ------------------------------------- | --------------------------------------------- | ---------- | ------ |
| Prix du Lion tchèque     | Meilleur film                         | Rudolf Biermann, Julius Ševčík                | Lauréat    | ,      |
| Prix du Lion tchèque     | Meilleur réalisateur                  | Julius Ševčík                                 | Lauréat    | ,      |
| Prix du Lion tchèque     | Meilleur acteur dans un premier rôle  | Karel Roden                                   | Lauréat    | ,      |
| Prix du Lion tchèque     | Meilleure actrice dans un second rôle | Arly Jover                                    | Nomination | ,      |
| Prix du Lion tchèque     | Meilleur acteur dans un second rôle   | Oldřich Kaiser                                | Lauréat    | ,      |
| Prix du Lion tchèque     | Meilleur scénario                     | Petr Kolečko, Alex Koenigsmark, Julius Ševčík | Lauréat    | ,      |
| Prix du Lion tchèque     | Meilleure photographie                | Martin Štrba                                  | Lauréat    | ,      |
| Prix du Lion tchèque     | Meilleur montage                      | Marek Opatrný                                 | Lauréat    | ,      |
| Prix du Lion tchèque     | Meilleur son                          | Viktor Ekrt, Pavel Rejholec                   | Lauréat    | ,      |
| Prix du Lion tchèque     | Meilleure musique                     | Michal Lorenc, Kryštof Marek                  | Lauréat    | ,      |
| Prix du Lion tchèque     | Meilleure scénographie                | Milan Býček                                   | Lauréat    | ,      |
| Prix du Lion tchèque     | Meilleurs costumes                    | Katarína Štrbová Bieliková                    | Lauréat    | ,      |
| Prix du Lion tchèque     | Meilleurs maquillage                  | Lukáš Král                                    | Lauréat    | ,      |
| Prix du Lion tchèque     | Meilleure affiche                     | Rudolf Biermann, Julius Ševčík                | Nomination | ,      |
| Récompenses Sun in a Net | Meilleur film                         | Julius Ševčík                                 | Nomination | [ 12 ] |
| Récompenses Sun in a Net | Meilleur réalisateur                  | Julius Ševčík                                 | Nomination | [ 12 ] |
| Récompenses Sun in a Net | Meilleur scénario                     | Petr Kolečko, Alex Koenigsmark, Julius Ševčík | Nomination | [ 12 ] |
| Récompenses Sun in a Net | Meilleure photographie                | Martin Štrba                                  | Lauréat    | [ 12 ] |
| Récompenses Sun in a Net | Meilleur montage                      | Marek Opatrný                                 | Lauréat    | [ 12 ] |
| Récompenses Sun in a Net | Meilleur son                          | Viktor Ekrt, Pavel Rejholec                   | Lauréat    | [ 12 ] |
| Récompenses Sun in a Net | Meilleure musique                     | Michal Lorenc, Kryštof Marek                  | Nomination | [ 12 ] |
| Récompenses Sun in a Net | Meilleure scénographie                | Milan Býček                                   | Lauréat    | [ 12 ] |
| Récompenses Sun in a Net | Meilleur réalisateur                  | Julius Ševčík                                 | Lauréat    | [ 12 ] |
| Récompenses Sun in a Net | Meilleur acteur dans un premier rôle  | Karel Roden                                   | Lauréat    | [ 12 ] |
| Récompenses Sun in a Net | Meilleur acteur dans un second rôle   | Oldřich Kaiser                                | Lauréat    | [ 12 ] |
| Récompenses Sun in a Net | Meilleure actrice dans un second rôle | Arly Jover                                    | Nomination | [ 12 ] |